# Ebo Rothschild
Ebo Rothschild (* 4. November 1902 in Londorf; † 2. August 1977 in Rechovot) war ein deutsch-israelischer Rechtsanwalt. Als Jude erhielt er im April 1933 Berufsverbot und emigrierte zunächst nach Spanien. 1939 gelang ihm mit seiner Familie über Frankreich die Flucht nach Chile. 1955 erfolgte die Einwanderung nach Israel. Rothschild arbeitete in Darmstadt in einer Kanzlei zusammen mit Friedrich Moritz Mainzer und Hermann Wolf.

## Die Jahre 1902 bis 1933
Ebo Rothschild war der Sohn des früh verstorbenen Kaufmanns („Fruchthändler“ laut Ebos Geburtsurkunde) Markus Rothschild aus Londorf und dessen Ehefrau Emma.
Nach dem Besuch des Realgymnasiums in Gießen, der heutigen Herderschule, legte Ebo Rothschild dort am 25. Februar 1921 die Reifeprüfung ab und studierte vom 1. Mai 1921 an Jura an der Ludwigs-Universität in Gießen, der heutigen Justus-Liebig-Universität Gießen. Im November 1924 schloss er das Studium mit der Note „im ganzen gut“ ab und begann sein Referendariat, das ihn unter anderem zum Amtsgericht Grünberg (Hessen), zu Rechtsanwälten in Gießen und zum dortigen Landgericht führte. Im April 1928 bestand er die Staatsprüfung mit der Note „gut“ und wurde am 22. Juni 1928 zum Gerichtsassessor ernannt. Wenige Tage später wird er vertretungsweise zum Amtsanwalt bei den Amtsgerichten Bensheim, Fürth (Odenwald), Lampertheim und Wald-Michelbach berufen. Parallel dazu erfolgte seine Vereidigung als Beamter.
Am 6. Oktober 1928 bittet er das Justizministerium in Darmstadt darum, „von meiner Verwendung in den nächsten 6 Wochen Abstand zu nehmen, da ich während dieser Zeit auf dem Büro der Herren Rechtsanwälte Dr. Mainzer und Dr. Wolf in Darmstadt beschäftigt bin“. Ein dreiviertel Jahr später, am 15. Juli 1929, unterrichtete das Darmstädter Justizministerium den Landgerichtspräsidenten darüber, dass der Gerichtsassessor Ebo Rothschild „um Zulassung zur Rechtsanwaltschaft bei dem Landgericht Darmstadt sowie der Kammer für Handelssachen in Offenbach“ nachgesucht habe. Die Zulassung wurde am 3. September 1929 erteilt. Kurz darauf trat Rothschild in die Kanzlei von Mainzer und Wolf ein.
In welcher Funktion er in dieser Kanzlei mitgearbeitet hat, ist umstritten. In einem Schreiben vom 17. März 1952 bezeichnete Friedrich Mainzer Ebo Rothschild im Zusammenhang mit dessen Streichung aus der Anwaltsliste ausdrücklich als „mein Sozius und Mitarbeiter“. Davon ist in einem weiteren Brief, drei Jahre später, nicht mehr die Rede, denn nun heißt es: „Herr Rothschild war, soweit ich mich erinnere, zunächst als Gerichtsassessor bei mir tätig und war dann mehrere Jahre in meiner Advokatur als festhonorierter Rechtsanwalt tätig.“ Im Streit um den Goodwill dieser Kanzlei im Rahmen der Wiedergutmachung für erlittenes Unrecht während der Nazi-Zeit beharrte Grete Rothschild als Erbin ihres Mannes darauf, dass Ebo Rothschild nicht nur Mainzers Angestellter gewesen sei, sondern dessen Sozius.
Durch einen gerichtlichen Vergleichsvorschlag vom 26. August 1960, der von allen beteiligten Parteien akzeptiert worden war, wurde den Parteien Rothschild und Wolf ein Entschädigungsanteil von 15.720,-- DM zugesprochene, dessen Auszahlung in voller Höhe an Irene Wolf erfolgte. An die Partei Mainzer gingen 30.000,-- DM.
Ebo Rothschilds Karriere als Anwalt endete mit der Machtübernahme durch die Nazis. Am 7. April 1933 war das Gesetz über die Zulassung zur Rechtsanwaltschaft verabschiedet worden, durch das den meisten jüdischen Anwälten die Ausübung ihres Berufes verboten wurde. Da Ebo Rothschild nicht am Ersten Weltkrieg teilgenommen hatte und er somit nicht das Frontkämpferprivileg für sich in Anspruch nehmen konnte, erhielt er vom 1. Mai 1933 an Berufsverbot. „Er hat danach noch kurze Zeit einige Arbeiten für mich gemacht, für die er eine Vergütung erhalten hat. […] Es hat sich vielleicht um 3-4 Monate gehandelt.“ Doch das war nicht die einzige Unbill, die ihm zuteilwurde.
- Am 5. März 1933 „wurde ich aus meinem Büro, Darmstadt, Bismarckstr. 48, von S.A.-Leuten herausgeholt und gezwungen, alte Wahlplakate der Linksparteien in unmittelbarer Naehe des Bueros mittels einer aetzenden Lauge abzukratzen, zusammen mit Rechtsanwalt Dr. Fritz Freund, der später umgekommen ist“.
- Am 10. März 1933 entging er nur knapp einer Attacke auf seine Wohnung. Rothschild vermutete, dass für diese ein ehemaliger Prozessgegner verantwortlich war, der nun SA-Sturmbannführer war.
- Kurz nach der Entziehung seiner Zulassung als Rechtsanwalt wurde er Anfang Mai 1933 spät abends durch SA-Leute zusammen mit Friedrich Mainzer und einer weiteren Person in Mainzers Privathaus in der Osannstr. 11 verhaftet. Zum Glück der drei Verhafteten war an der Aktion auch ein Polizist beteiligt, der dafür sorgte, dass sie statt ins Braune Haus, der Darmstädter NS-Zentrale, in ein reguläres Polizeigefängnis gebracht wurden.[5]

## Stationen des Exils

### Spanien
Ebo Rothschild wollte nicht unvorbereitet in die Emigration gehen und bemühte sich um Vertretungen für deutsche Firmen im Ausland. Am erfolgversprechendsten war ein Angebot der Deutsche Milchwerke AG aus Zwingenberg (Bergstraße) für deren Vertretung in Spanien, das ihm durch deren Vertriebsleiter für das Auslandsgeschäft, Julius Bloch aus Frankfurt, vermittelt worden war. Rothschild nahm Spanischunterricht und reiste im Dezember 1933 nach Holland und von dort aus im Januar 1934 weiter nach Paris. An beiden Stationen versuchte er weitere Vertretungsaufträge zu erhalten, aber offenbar ohne Erfolg.
Am 8. Februar 1934 verließ Ebo Rothschild Paris und reiste nach Barcelona, wo er mehr als ein Jahr lang versuchte, die Fissan-Produkte der Deutsche Milchwerke AG unter Ärzten zu vertreiben. Rothschild schilderte dies als schwieriges Unterfangen, vermutlich auch aufgrund seiner noch unzureichenden Sprachkenntnisse, die ihn veranlassten, weiterhin Sprachunterricht zu nehmen. Doch dann zerschlug sich die Sache aus einem weit banaleren Grund: Blochs Tochter hatte sich nach Spanien verheiratet und in der Folge davon übertrug Bloch die Vertretung für Spanien seinem Schwiegersohn.
Rothschild kam in Verbindung mit der Firma Benavent y Marx in Barcelona, die mehrere deutsche Firmen in Spanien vertrat, darunter die Eisenwerke Meurer, die einen Gasherd namens Prometheus herstellten, die Firma Vaillant aus Remscheid als Hersteller von Heisswasserspeichern und die Firma Haller aus Altona, die Petroleumkocher herstellte. Um sich für den Vertrieb derartiger Produkte das nötige Fachwissen anzueignen, schickte ihn Benavent y Marx im August 1935 für etwa 5 Wochen zurück nach Deutschland, wo Rothschild bei den einzelnen Firmen hospitierte.

#### Die Ehe mit Grete Ostwald
Nach seiner Rückkehr nach Barcelona Ende September wurde Ebo Rothschild mit Wirkung vom 1. Dezember 1935 die Vertretung der Firma Benavent y Marx für Valencia übertragen. Damit einher ging auch eine private Veränderung: im November 1935 hatte er Grete Ostwald geheiratet.
Grete Ostwald war die Tochter von Siegmund Ostwald (* 16. Oktober 1865 in Dortmund-Aplerbeck; † 24. Oktober 1942 im Ghetto Theresienstadt) und dessen Ehefrau Helene (auch Hetty genannt, geborene Mayer, * 7. September 1867 in Leutershausen an der Bergstraße; † 12. Mai 1929 in Koblenz). Siegmund Ostwald betrieb in Koblenz zusammen mit seinem Bruder Otto (* 3. Januar 1864 in Dortmund; † 30. Juli 1941 in Köln) die Firma „O. & S. Ostwald, Mehl- u. Hülsenfrüchte, Kolonialwaren, Konserven u. Südfrüchte“. Otto Ostwalds Ehefrau Johanna (geborene Herzberg, * 24. Juli 1878 in Altena) wurde am 30. Oktober 1941 von Köln aus, wo das Ehepaar zuletzt gewohnt hatte, ins Ghetto Litzmannstadt deportiert und von da aus weiter ins Vernichtungslager Kulmhof, wo sie im Mai 1942 ermordet wurde.
Das Ehepaar Siegmund und Helene Ostwald hatte fünf Kinder:
- Luzie (Lucie), * 21. Januar 1896 in Koblenz.
- Franz Otto, * 14. April 1897 in Koblenz, gestorben am 9. Juli 1918 in Koblenz an einer 1915 erlittenen Kriegsverletzung.
- Walther Leopold, * 27. Dezember 1900 in Koblenz; † 22. Januar 1959 in Tel Aviv. Walther immatrikulierte sich am 14. Oktober 1918 in Bonn für das Fach Medizin.[11] Am 22. April 1925 meldete er sich in Koblenz ab und zog nach Frankfurt am Main. Hier entstand 1928 seine Dissertation unter dem Titel Klinische Beiträge zum Williams’schen Trachealton.[12] 1929 lebte er in Mannheim, wo er auch Käthe David, seine spätere Ehefrau, kennenlernte. Zu Beginn der 1930er Jahre ließ er sich als Arzt in Berlin-Charlottenburg nieder. Hier wurde die gemeinsame Tochter Renate geboren (* 1. Juli 1933). Die Familie emigrierte am 5. März 1934 von Berlin-Charlottenburg aus nach Tel Aviv.
- Käthe, * 25. Juli 1902 in Koblenz; † 9. August 1902.
- Grete Franziska, * 29. November 1906; † 8. Oktober 1986 in Israel.

Grete hatte in Koblenz das Hilda-Gymnasium besucht, bevor sie im November 1930 nach Berlin zog. Über sich selber berichtete sie, sie sei bis 1933 Mitarbeiterin in einer Werbefirma („Propaganda-Firma“), dem T.W. Textil-Werbedienst, gewesen, die vorwiegend für Warenhäuser Kinder-Journale hergestellt habe. 1933 sei „allen Angestellten auf Grund der polit. Verhältnisse gekündigt und anschliessend der ganze Betrieb aufgelöst“ worden. Sie sei dann noch 1933 alleine nach Spanien gegangen, wo sie Ebo Rothschild kennengelernt und geheiratet habe.
Grete Rothschild erwähnte auch einen Vetter Hugo Lindheim, der in Kahl am Main Besitzer einer Möbelfabrik gewesen sei, bei dem sie vor ihrer Ausreise aus Deutschland ihre Möbel deponiert habe. Bei dieser „jüdische[n] Möbelfabrik Lindheim in Kahl“ handelte es sich um die „Fabrik in Kahl am Main, die der jüdische Eigentümer auf Druck der Nationalsozialisten verkaufen musste“ – und zwar 1937 an den Wormser Unternehmer Karl Kübel. Der machte daraus noch im selben Jahr die 3K Möbelwerke. Hugo Lindheim konnte nach dem Verkauf seiner Fabrik zusammen mit seiner Frau Mathilde und seiner Tochter Laura nach Belgien emigrieren und ließ sich in Mechelen nieder. Dort wurde die Familie 1940 von der vorrückenden deutschen Wehrmacht überrascht und kam in das SS-Sammellager Mecheln. Am 15. Januar 1943 wurden sie von dort nach Auschwitz deportiert, wo sie ermordet wurden.

#### Flucht aus Spanien
Grete Rothschild berichtete, dass sich das Ehepaar über Ebo Rothschilds oben erwähnte Vertretung für die Firma Benavent y Marx hinaus weiter wirtschaftlich engagiert hatte: „Unser beider Vermögen hatten wir als teilweise Beteiligung einer schon bestehenden Gasherde-Fabrikation investiert.“ Doch die damit verbundenen Hoffnungen zerschlugen sich mit dem Ausbruch des Spanischen Bürgerkriegs: Die Gasherdeproduktion musste auf Kriegsproduktion umgestellt werden und die Rothschilds verloren ihr eingesetztes Vermögen.
Am 6. Oktober 1936 wurde in Valencia Mario Francisco Rothschild geboren, am 2. Oktober 1937 dessen Bruder Michael. Die Familie lebte angesichts der sich zuspitzenden militärischen und politischen Lage in großer Angst und befürchtete die Sperrung der Straße zwischen Valencia und Barcelona durch die Franco-Truppen. Deshalb übersiedelte sie Ende November 1937 nach Barcelona, von wo Ebo Rothschild im März 1938 noch einmal für ein paar Tage nach Valencia zurückkehrte, um die Wohnung an einen Untermieter zu übergeben. Im weiteren Verlauf des Bürgerkriegs wurde diese Wohnung dann geplündert und restlos ausgeraubt. Noch in Valencia erfuhr Rothschild aus dem Radio auch vom Anschluss Österreichs, was die Familie dann in ihrem Gefühl bestärkte, dass Europa, und insbesondere Spanien, kein sicherer Ort mehr für sie sein könne. Mit einem Touristenvisum konnte die Familie Rothschild am 10. April 1938 Spanien verlassen und nach Frankreich gelangen, wo sie sich zuerst in Cavalaire-sur-Mer niederlassen konnte. Über die Zeit dort berichtete Gretel Rothschild: „Unser Aufenthalt in Frankreich von April 1938 bis Anfang September 1939 war ein staendiger Kampf um vorlaufigen Aufenthalt und Aufschub der wiederholten Ausweisungsbefehle und gleichzeitig ein dauerndes Bemuehen ein Visum in ein aussereuropaeisches Land zu erhalten.“ Die Rothschilds suchten vor allem nach einer Einreisemöglichkeit in ein südamerikanisches Land, weil sie hofften, sich dort ohne Sprachschwierigkeiten einleben zu können, und beide bezeichneten es als ein Wunder, dass sie am 31. August 1939 ein Visum für Chile ergattern konnten. Es wurde ihnen mit Hilfe einer französischen Firma gewährt und war mit der Auflage verbunden, eine gebuchte Rückfahrtpassage vorzuweisen. Einen Tag später erhielten sie auch noch das argentinische Transitvisum.

### Flucht nach Chile
Ebo Rothschild war nach dem 1. September 1939 – in der Folge des Kriegsausbruchs – als feindlicher Ausländer kurz verhaftet worden, doch am 9. September 1939 konnten die Rothschilds von Le Havre aus auf dem französischen Damper „Jamaique“ Frankreich verlassen. Am 9. Oktober 1939 erreichten sie Buenos Aires und reisten von da aus per Bahn nach Santiago de Chile weiter. Die gesamte Reise wurde finanziert durch ein Darlehen der jüdischen Hilfsorganisation HICEM/HIAS, das die Rothschilds später von Chile aus auf Dollarbasis zurückzahlten.
Über die erste Zeit der Rothschilds in Chile gibt es kaum Informationen. In der Entschädigungsakte befindet sich lediglich die eidesstattliche Versicherung eines Juan Weinlaub aus Concepcion, der sich als „freier Contador“ (freier Buchhalter, auch Wirtschaftsprüfer) vorstellte und am 6. Oktober 1955 versicherte: „Herr Ebo Rothschild, bisher in Concepcion, war in der Zeit vom 1. Juli 1942 bis zum 31. Dezember 1954 aktiver Teilhaber der Firma ‚ARTEX Rothschild y Tichauer Soc.Com‘ in Concepcion, Barros Arana No 777. Gemaess Paragraf 6 des Gesellschaftsvertrages vom 31. August 1942 war Herr Rothschild verpflichtet, seine ganze Taetigkeit der Handelsgesellschaft zu widmen unter Ausschluss jeder anderen Taetigkeit. […] Gemaess Paragraf C des Gesellschaftsvertrages vom 26. April 1955 schied Herr Ebo Rothschild mit einem Capital von Pesos 2.084.054.14 am 31. Dezember 1954 aus der Handelsgesellschaft aus.“

### Einwanderung nach Israel
Die zuvor zitierte Eidesstattliche Versicherung war offensichtlich schon Teil der Vorbereitungen auf die Übersiedlung nach Israel. Über die Gründe für diesen Schritt gibt es keine Informationen. Eine Bescheinigung der Irgun Olej Merkas Europa, der Vereinigung der Israelis mitteleuropäischer Herkunft, vom 30. September 1956 bestätigt lediglich, dass Ebo Rothschild am 18. Oktober 1955 nach Israel eingewandert sei und in Kfar Argentina wohne. Er habe keinerlei Einkünfte, sei aber bemüht, sich eine Existenz als Landwirt aufzubauen und sei zum Erwerb einer Landwirtschaft große Verpflichtungen eingegangen.
Ob und wie es mit dieser Landwirtschaft weiterging, ist nicht überliefert. Doch Grete Rothschild deutete in ihrem schon mehrfach zitierten Schriftstück an, dass Ebo Rothschild bald gesundheitliche Probleme bekam. Sie sprach von mehrmonatlichen und wiederkehrenden Depressionen, die dazu geführt hätten, dass ihrem Mann in Tel Aviv gekündigt worden sei. Offen bleibt, welcher Tätigkeit er dort nachging, doch um ihm zu helfen, wurde ihm ein zweijähriger Arbeitsvertrag für eine Tätigkeit im Frankfurter Central Office der United Restitution Organization (URO) vermittelt. „In Deutschland verschlimmerte sich sein Zustand weiter, sodass man seinen Vertrag auf ein Jahr reduzierte. Er war nicht mehr fähig seine und auch meine berechtigte Wiedergutmachung zu betreiben und wenn nicht durch Drängen unbd tatkräftige Hilfe eines deutschen (pensionierten) hohen Staatsbeamten wörtlich in letzter Minute die entsprechenden Termine gewahrt wurden.“ Dieser unvollendete Satz enthält keine genauen Zeitangaben; am 3. September 1962 hatte aber Ebo Rothschild dem Regierungspräsidium Darmstadt mitgeteilt, dass er ab 1. November 1962 für die URO in Frankfurt arbeiten werde.
Nach Grete Rothschild hat der Aufenthalt in Deutschland nur wenige Wochen gedauert, denn sie seien noch im selben Jahr nach Israel zurückgekehrt, wo sich Ebo Rothschilds Gesundheitszustand weiter verschlechtert habe. „Er starb am 2. August 1977, nach jahrelangen schweren Leiden.“ Er hatte in Herzlia gewohnt, gestorben ist er im Krankenhaus von Rechovoth.
Auch Grete Rothschilds Lebensabend war gezeichnet von gesundheitlichen und wirtschaftlichen Problemen. Wie ihr Mann litt auch sie unter Depressionen, wurde mehrfach operiert und verbrachte viel Zeit in Krankenhäusern. Hinzu kam die Angst um die Witwenrente, die sie sich aus dem in Deutschland noch anhängigen Wiedergutmachungsverfahren erhoffte. „Durch meinen wahrheitsgetreuen Bericht und die Fotocopien meiner Einnahmen können Sie selbst beurteilen, dass ich in meiner Situation und körperlichen Behinderung dass meine Einnahmen in keinem Verhältnis zu meinen sehr grossen aber unvermeidlichen Ausgaben stehen. Dazu die ständig wachsende Inflation. Ich lebe bis jetzt allein in meiner Wohnung, bemühe mich aber, in ein Altersheim zu kommen. Alle Altersheime sind überfüllt, sehr teuer – auch die einfachsten und man muss mit einer langen Wartezeit rechnen. Der für Berufsschaden zuständige Herr hat mir seine beratende Hilfe versprochen und mein Bericht gilt auch als Information für ihn. Ich frage aber hiermit bei Ihnen auch an, ob unter den gegebenen Umständen eine Erhöhung der von Ihnen zu zahlenden Rente möglich ist.“

## Wiedergutmachungsverfahren
Als Grete Rothschild die zuvor zitierten Sätze schrieb, vermutlich 1985, war das Wiedergutmachungsverfahren seit etwa 30 Jahren anhängig, ihr Mann war seit acht Jahren tot und ihr blieben selber nur noch wenige Monate zum Leben.
Dabei war Ebo Rothschilds Wiedergutmachungsverfahren zunächst relativ zügig bearbeitet worden. Seinen Antrag nach dem Bundesentschädigungsgesetz hatte er am 11. Juni 1954 gestellt, und mit einem Bescheid vom 27. November 1956 wurden ihm eine Rente von 591,-- DM auf Lebenszeit und eine Kapitalabfindung über 7.092,-- DM zuerkannt. Die Rente wurde in einem weiteren Bescheid vom 22. Oktober 1957 auf 600,-- DM monatlich erhöht.
Am 29. Januar 1958 wurde Ebo Rothschilds Prozessbevollmächtigter, der Regierungsdirektor Willy Behrend, vom Regierungspräsidium darüber unterrichtet, dass Rothschild „vor geraumer Zeit“ wegen eines möglichen Goodwills aus der zusammen mit Friedrich Mainzer und Hermann Wolf betriebenen Anwaltskanzlei vorgesprochen habe. Damit kam der oben schon erwähnte Rechtsstreit um den Goodwill in Gang, an dessen Ende den Parteien Rothschild und Wolf ein Entschädigungsanteil von 15.720,– DM zugesprochene und an Irene Wolf ausgezahlt wurde. Ob und wie eine Aufteilung zwischen den Parteien Rothschild und Wolf erfolgte, ist nicht dokumentiert.
Am 11. Dezember 1961 wurde Ebo Rothschilds Rente auf 700,-- DM erhöht und ihm eine Nachzahlung gewährt. Auf die übrigen von Behrend geltend gemachten Ansprüche reagiert das Regierungspräsidium erstmals mit einem Bescheid vom 24. Oktober 1962 und erkennt Rothschild 200,-- DM als Entschädigung für seine Reisen in der Vorbereitung zu seiner Emigration und für Transferverluste zu. Vermutlich aufgrund von Ebo Rothschilds oben erwähnten gesundheitliche Problemen ging das Verfahren nur zögerlich weiter, nicht zuletzt auch deswegen, weil sich Rothschild viel Zeit für die Beantwortung von Nachfrage lässt. So kam er auch erst am 21. September 1966 dazu „Auswanderungskosten, die durch die Weiterwanderung nach Chile entstanden sind“, geltend zu machen, also Kosten, die über die bereits gewährten 200,-- DM hinausgingen.
Der Ablehnungsbescheid vom 19. Juni 1967 wegen der sogenannten Weiterwanderungskosten war ein Musterbeispiel für den unsensiblen Umgang deutscher Behörden mit dem Thema Emigration. Die von Ebo Rothschild geschilderte Furcht vor möglichen Gefährdungen aufgrund des fortschreitenden Siegs der Franco-Truppen und der Lage in Europa wurde als subjektives Empfinden abgetan, denn für die Weiterwanderung über Frankreich nach Chile habe keine Notwendigkeit bestanden, da „von drohenden nationalsozialistischen Gewaltmaßnahmen […] jedoch weder in Spanien 1938 noch in Frankreich 1939 die Rede sein“ könne. Gegen diesen Bescheid erhob Ebo Rothschild am 2. Dezember 1967 vor dem Landgericht Darmstadt Klage gegen das Land Hessen, vertreten durch das Regierungspräsidium Darmstadt. Doch erst am 8. Oktober 1969 reicht er seine Klagebegründung nach und beantragt darin: „Das beklagte Land kostenpflichtig zu verurteilen, mir die Kosten der Weiterwanderung von Spanien ueber Frankreich nach Chile – die Hoehe stelle ich in das Ermessen des Gerichts – zu ersetzen.“
In nachfolgenden Schriftsätzen schilderte Ebo Rothschild die oben schon dargestellten Stationen seiner Flucht aus Europa und die Gründe die ihn und seine Familie dazu veranlasst hatten. Er war erkennbar auf dem Stand der wissenschaftlichen Auseinandersetzungen um den Bürgerkrieg in Spanien und die Lage in Europa und kam zu dem Schluss: „Für Juden gab es in Europa keine Sicherheit mehr.“ Er fand verständnisvolle Richter. Am 18. März 1970 unterbreitete das Gericht einen Vergleichsvorschlag, nach dem das Land 2.223,00 DM an Ebo Rothschild zahlen sollte. „Die Kammer geht bei diesem Vergleichsvorschlag davon aus, daß der Anspruch des Klägers auf Erstattung seiner Weiterwanderungskosten dem Grunde nach gerechtfertigt ist.“ „Der Kläger, der bereits in Deutschland nationalsozialistischen Verfolgungsmaßnahmen ausgesetzt gewesen ist und sich deshalb schon einmal zur Flucht veranlaßt gesehen hatte, wurde in Spanien Zeuge des Bürgerkrieges zwischen den Republikanern und den Anhängern General Francos. Die nationalsozialistische deutsche Regierung unterstützte den Kampf Francos aktiv, indem sie dem General militärische Hilfe leistete.“ Das Gericht kam deshalb zu dem Schluss: „Eine solche objektive Bedrohung des Klägers und seiner Familie kann angesicht der politischen Situation in Spanien Anfang 1938 kaum geleugnet werden.“ Vor dem Hintergrund eines sich abzeichnenden Sieges Francos „war es dem Kläger, der zugleich die Verantwortung für seine Frau und seine noch sehr kleinen Kinder trug, nicht zuzumuten, weiterhin in Spanien auszuharren und den weiteren Verlauf der Dinge abzuwarten.“ „Daß sich die Befürchtungen des Klägers später nicht verwirklicht haben, und die Juden in Spanien keinen Verfolgungen ausgesetzt waren, und es auch zu keinen Auslieferungen von Juden kam, kann dem Kläger nicht entgegengehalten werden, da alleine entscheidend sein kann, wie sich die Situation aus der Sicht des Klägers im Zeitpunkt seiner Weiterwanderung darstellte.“
Beide Seiten stimmten diesem Vergleichsvorschlag zu, der am 13. Mai 1970 offiziell verkündet wurde. Zuvor war schon am 12. Oktober 1967 ein Bescheid über 1.716,-- DM als Entschädigung für eine Lebensversicherung ergangen, und die laufende Rente wurde jährlich angepasst.
Grete Rothschild wurde vom Entschädigungsamt Berlin laut Bescheid vom 8. Oktober 1965 keine Entschädigung nach dem Bundesentschädigungsgesetz für Schäden an Körper oder der Gesundheit zuerkannt, da „sich kein Anhalt für einen verfolgungsbedingten Gesundheitsschaden ergeben“ habe. Mit Bescheid vom 13. Juni 1968 revidiert das Entschädigungsamt seine frühere Entscheidung und gewährt Grete Rothschild eine Rente von 851,-- DM monatlich und eine Nachzahlung über 51.120,-- DM. Bei der Bemessung dieser Rente wurde dabei von einer Eingruppierung als Beamtin des gehobenen Dienstes ausgegangen. Als Grete Rothschild nach dem Tod ihres Mannes Witwenrente beantragte, wurden ihr durch Bescheid vom 6. September 1978 monatlich 18,-- DM ab dem 1. September 1977 gewährt. Als sie am 8. Oktober 1986 starb, teilte das Regierungspräsidium am 3. November 1986 die Einstellung der Rentenzahlung mit und verlangte für den Monat November 1986 eine Rückzahlung von 32,-- DM. An diesem Betrag lässt sich erkennen, dass ihrem oben schon zitierten Wunsch, „ob unter den gegebenen Umständen eine Erhöhung der von Ihnen zu zahlenden Rente möglich ist“, kein großer Erfolg beschieden war.